# Кречмер, Вольфганг
Вольфганг Кречмер (нем. Wolfgang Kretschmer, 14 февраля 1918, Бад-Мергентхайм, Королевство Вюртемберг, Германская империя — 11 июля 1994, Тюбинген, Баден-Вюртемберг) — немецкий психолог и психиатр, профессор психиатрии в Тюбингенском университете, автор «синтетической психиатрии», сын выдающегося немецкого психиатра Эрнста Кречмера (1888—1964).
Почётный член Независимой Психиатрической Ассоциации России. Почётный член Российского общества медиков-литераторов.

## Биография
Родился в семье будущего классика мировой психиатрии Эрнста Кречмера и его жены, дочери лютеранского пастора, Луизы (урождённой Прегицер), имел младших братьев Манфреда и Ганса (погиб на фронте в 1944 году). Предок по отцовской линии, Иоганн Георг Гмелин (1709—1755), участвовал во второй Камчатской экспедиции Беринга-Чирикова; Петербургская академия наук издала его труд «Флора Сибири», в Петербурге вышло и «Путешествие по России для исследования трёх царств естества» его племянника Самуила Готлиба Гмелина (1744—1774).
Вольфганг учился в гимназии, тогда стремления к медицине не испытывал, хотя часто слышал рассказы отца за обедом о своих пациентах. Хотел быть зоологом, чтобы изучать поведение животных в естественной обстановке, как Лоренц. Потом внял совету отца, что медицина — это более надежный заработок и, кроме того, хорошая база для изучения биологии в будущем (оказалось, что и Лоренц тоже сперва учился медицине). Поступил на медицинский факультет Марбургского университета. По условиям военного времени был выпущен ускоренно.
Мобилизованный в армию, был направлен на Восточный фронт. Оказавшись в брянских и калужских православных храмах на литургии, пришёл к выводу, что православие с его обрядами есть истинное, самое правдивое христианство (позднее, в 1962 году официально принял православие через таинство миропомазания). На фронте служил по медицинской специальности, врачевал и местное население во избежание эпидемий, поразивших бы и немецких солдат. В 1944 году благодаря хлопотам отца через знакомого генерала-профессора был отозван назад в Германию для научной работы.
Поступил ассистентом в клинику отца. Со временем получил от отца часть его кафедры под отдел медицинской психологии и конституциональной биологии. В 1951 году стал доцентом. Полгода стажировался у Манфреда Блейлера в Цюрихе. С 1958 года профессор Университета в Тюбингене В 1959 году был приглашён на два года в Чили и Колумбию читать лекции по медицинской психологии.
В результате самообразования стал полиглотом.
Умер в своем саду, ухаживая за растениями.

## Научные интересы
Сумел обогатить, развить естественно-научную концепцию отца, включая в психотерапевтический процесс в психиатрии биологическое, психологические и духовное: от «упражнений» до «положительных переживаний и творчества».

## Характеристики современников
Типичный, чистокровный немец, готически одухотворённый, православный славянофил— М. Бурно